# Manpreet Kaur
Pour les articles homonymes, voir Kaur et Manpreet Kaur (hockey sur gazon).
Manpreet Kaur (née le 5 mars 1996 à Ambala) est une athlète indienne, spécialiste du lancer de poids.

## Carrière
Elle détient le record national depuis 2015, avec 17,96 m, mesure qu'elle améliore de presque un mètre pour la porter à 18,86 m lors de l'Asian Grand Prix à Jinhua. En juillet 2017, elle remporte le titre de championne d'Asie et ce résultat lui permet de se qualifier pour les Championnats du monde de Londres. Elle est disqualifiée de ce titre pour dopage à la suite d'un contrôle positif survenu en 2016. Elle est suspendue jusqu'en 2020.
En 2022, elle améliore son record de dix centimètres pour le porter à 18,06 m. Elle est médaillée de bronze aux Championnats d'Asie de Bangkok.

## Palmarès
| Date | Compétition         | Lieu        | Résultat | Marque  |
| ---- | ------------------- | ----------- | -------- | ------- |
| 2015 | Universiade         | Gwangju     | 6e       | 15,76 m |
| 2017 | Championnats d'Asie | Bhubaneswar | —        | DQ      |
| 2023 | Championnats d'Asie | Bangkok     | 3e       | 17,00 m |

## Records
| Épreuve           | Marque       | Lieu    | Date         |
| ----------------- | ------------ | ------- | ------------ |
| Lancer du javelot | 18,06 m (NR) | Chennai | 11 juin 2022 |